# Муньйо Велас
Муньйо Велас (ісп. Munio Vélaz) — граф Алави та Бургоса у першій половині X століття.